# Ozegahara

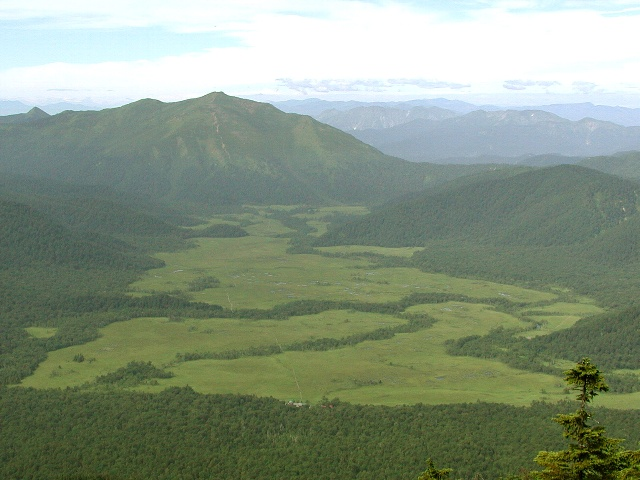
Ozegahara

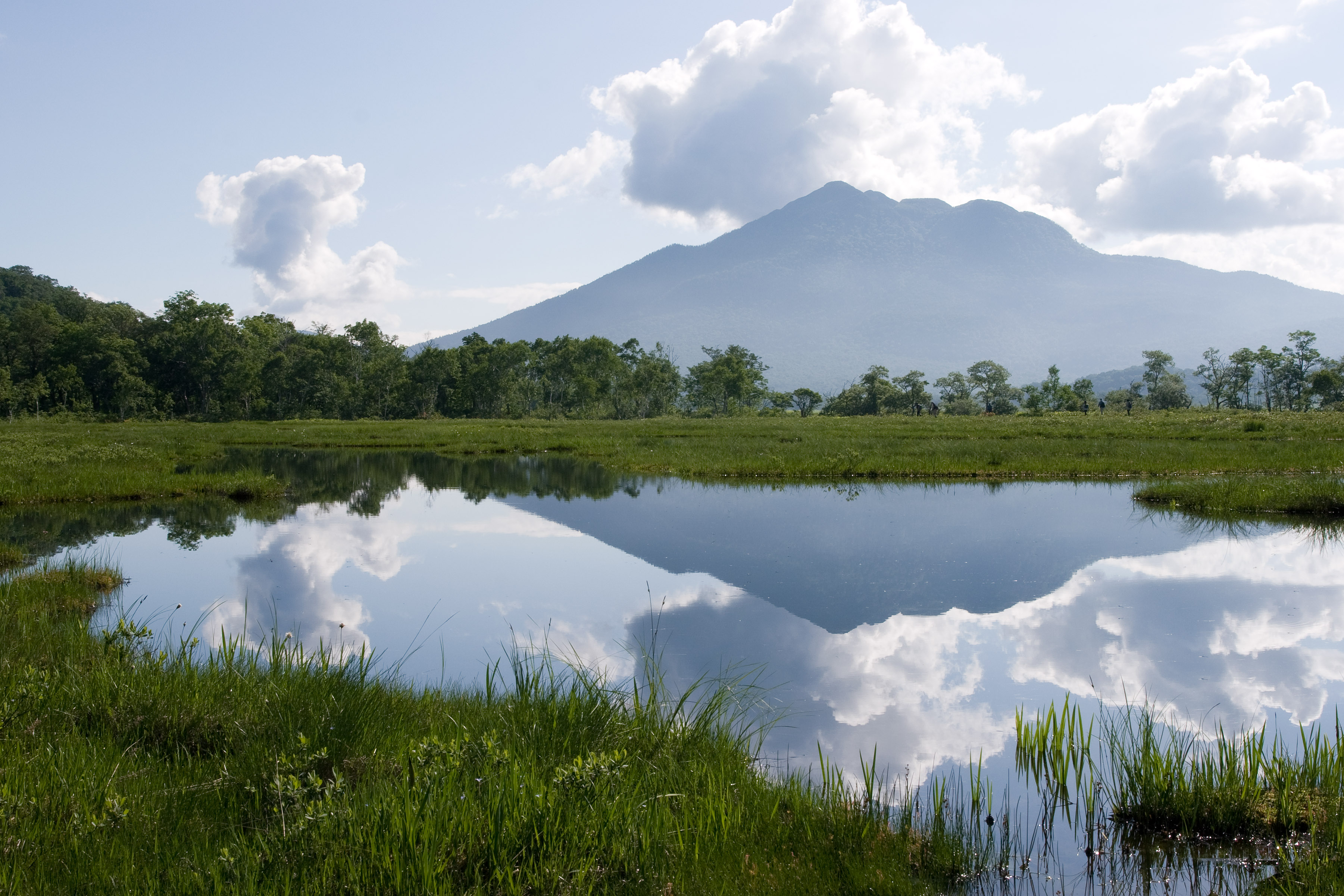
Hinten: Hiuchigatake, vorne: einer der Teiche im Moorgebiet

Ozegahara (japanisch 尾瀬ヶ原, dt. „Ebene von Oze“), kurz auch Oze (尾瀬), ist ein in etwa 2000 m Höhe gelegenes Moorgebiet im Oze-Nationalpark in Japan und das größte Gebirgshochmoor auf Honshū. Verwaltungsmäßig liegt es auf dem Gebiet der Präfekturen Gunma, Niigata, Fukushima.
Neben dem Moor gibt es in dem Gebiet auch Teiche, die für ihr klares Wasser bekannt sind.
Das Gebiet ist etwa 8 km² groß und ein beliebtes Wanderziel. Es ist für verschiedene seltene Pflanzenarten bekannt, wie Weiße Scheinkalla (mizu-bashō) im Frühjahr, Hemerocallis dumortieri var. esculenta (Nikkō-kisuge) und Moor-Wollgras (watasuge). Am 1. Juni 1960 wurde Oze zum besonderen Naturdenkmal ernannt.